# Parme Ceriset
 (octobre 2023).
La mise en forme du texte ne suit pas les recommandations de Wikipédia : il faut le « wikifier ».
Les points d'amélioration suivants sont les cas les plus fréquents. Le détail des points à revoir est peut-être précisé sur la page de discussion.
- Les titres sont pré-formatés par le logiciel. Ils ne sont ni en capitales, ni en gras.
- Le texte ne doit pas être écrit en capitales (les noms de famille non plus), ni en gras, ni en italique, ni en « petit »…
- Le gras n'est utilisé que pour surligner le titre de l'article dans l'introduction, une seule fois.
- L'italique est rarement utilisé : mots en langue étrangère, titres d'œuvres, noms de bateaux, etc.
- Les citations ne sont pas en italique mais en corps de texte normal. Elles sont entourées par des guillemets français : « et ».
- Les listes à puces sont à éviter, des paragraphes rédigés étant largement préférés. Les tableaux sont à réserver à la présentation de données structurées (résultats, etc.).
- Les appels de note de bas de page (petits chiffres en exposant, introduits par l'outil «  Source ») sont à placer entre la fin de phrase et le point final[comme ça].
- Les liens internes (vers d'autres articles de Wikipédia) sont à choisir avec parcimonie. Créez des liens vers des articles approfondissant le sujet. Les termes génériques sans rapport avec le sujet sont à éviter, ainsi que les répétitions de liens vers un même terme.
- Les liens externes sont à placer uniquement dans une section « Liens externes », à la fin de l'article. Ces liens sont à choisir avec parcimonie suivant les règles définies. Si un lien sert de source à l'article, son insertion dans le texte est à faire par les notes de bas de page.
- La présentation des références doit suivre les conventions bibliographiques. Il est recommandé d'utiliser les modèles {{Ouvrage}}, {{Chapitre}}, {{Article}}, {{Lien web}} et/ou {{Bibliographie}}. Le mode d'édition visuel peut mettre en forme automatiquement les références.
- Insérer une infobox (cadre d'informations à droite) n'est pas obligatoire pour parachever la mise en page.

Pour une aide détaillée, merci de consulter Aide:Wikification.
Si vous pensez que ces points ont été résolus, vous pouvez retirer ce bandeau et améliorer la mise en forme d'un autre article.
 (novembre 2022).
Parme Ceriset,,, née en 1979, est une poétesse française, auteure, romancière, critique littéraire, lauréate du prix Marceline Desbordes-Valmore 2021, , du prix Jacques Viesvil 2023de la Société des Poètes français, du prix international de créativité 2025 de la fondation littéraire et humaniste Naji Naaman et du second prix Jenny Alpha et Noël-Henri Villard de la Société des Poètes et Artistes de France.Elle vit entre Lyon et le Vercors. Auteure aux éditions du Cygne, ses livres et son parcours ont été relayés dans des revues, anthologies, et articles de presse en France,, et à l'international (Belgique, Espagne,, Canada...).

## Carrière littéraire
Parme Ceriset est auteure du roman autobiographique et poétique Le Serment de l'espoir (L'Harmattan) et de plusieurs recueils de poésie dont Femme d'eau et d'étoiles (éditions Bleu d'encre, préface Patrick Devaux) qui a obtenu le prix Marceline Desbordes-Valmore 2021, de la Société des poètes français, Boire la lumière à la source (éditions du Cygne, collection Le Chant du cygne, préface Francis Gonnet, prix Jacques Viesvil 2023 décerné par la Société des poètes français,) et Nuit sauvage et ardente (éditions du Cygne) paru en 2024.
Ses ouvrages et sa vie ont été évoqués dans les journaux Le Progrès,et Le Dauphiné libéré,,,, la revue Traversées, le salon littéraire l'Internaute, les revues Reflets, Possibles, Poésie première, dans des anthologies internationales. Elle a été interviewée dans les émissions Sentiers d'auteurs sur RTL2 Massif de Savoie, Au seuil de l'Autre et L'Escale de Jeanne avec Jeanne Orient, où elle a fait mention de ses livres, de ses études médicales, de ses années passées sous oxygène en attendant une greffe et de la transplantation pulmonaire qui lui a sauvé la vie en 2008.
Elle considère la poésie comme un « acte de résistance contre le non-sens et la mort », comme le chant de liberté d'une louve, d'une Amazone, « d'une guerrière de l'espoir » (revue Verso 189).
Un des poèmes de son recueil "Femme d'eau et d'étoiles" (éd. Bleu d'encre, prix Marceline Desbordes-Valmore 2021) a été lu le 8 mars 2025, pour la journée internationale du droit des femmes, à la médiathèque de l'Ancre au vernissage des photographies subaquatiques de l'artiste Claire Jeanjean sur le thème de l'eau et la femme, comme le rapporte un article dans le journal Midi libre.
Le poète et essayiste Jean-Yves Guigot a évoqué la poésie de Parme Ceriset et sa conception de l'expérience poétique.

## Œuvre
Selon le poète François Teyssandier, l'œuvre poétique de Parme Ceriset est une ode à la vie et à la féminité qui donne aux êtres leur vraie place sur la Terre, une façon d’éclairer le monde, de lutter chaque jour contre les désastres et la mort… Selon la poétesse Martine Rouhart, les mots de Parme Ceriset distillent une poésie « de lumière et d'espérance » où « la vie, pressante, intense, palpite à chaque page » (revue Reflets numéro 70), une "écriture de feu, au-delà des limites, portant l'empreinte de l'infini, ode à la beauté sauvage sous toutes ses formes et à la liberté, conduisant le lecteur au plus profond de la condition humaine".
L'écrivain Bertrand du Chambon, auteur de Flavie ou l'échappée belle (Albin Michel), voit dans le roman de Parme Ceriset Le Serment de l'espoir une ode « au plaisir des sens comme chez Colette, à l'envie de décrire le détail de toutes les perceptions comme chez Gracq »". Le poète Jean-Paul Gavard-Perret voit dans le recueil Boire la lumière à la source de Parme Ceriset « une propension à la vision », « un sentiment extatique de la vie voire de l'éternité ». Le poète et essayiste Pierre Perrin de Chassagne, dans la revue Possibles numéro 29, affirme que Parme Ceriset « est tout prêt de réinventer, comme Rimbaud, la recette égarée du bonheur ».
Après Femme d'eau et d'étoiles (éditions Bleu d'encre, prix Marceline Desbordes-Valmore 2021), Danse ardente (collection Les Chants de Jane, éditions Grenier Jane Tony, anciennement Grenier aux chansons à Bruxelles), et Boire la lumière à la source (éditions du Cygne), Parme Ceriset a publié les recueils Nuit sauvage et ardente aux éditions du Cygne et Flambeaux de vie aux éditions internationales Pierre Turcotte éditeur à Montréal, dans la collection Magma Poésie.
Un poème de Parme Ceriset accompagne, aux côtés de textes de plusieurs auteurs français dont Victor Hugo, Paul Verlaine, Charles Baudelaire, Albert Camus, Théophile Gautier, Jean-Pierre Luminet, Angèle Paoli, les photographies d'art du peintre Gabriel Navarro dans l'exposition 2023 « Los cielos y la poesia » (« Les ciels et la poésie ») à Carthagène en Espagne Le parcours et les ouvrages de Parme Ceriset ont fait l'objet d'articles de presse en France dans le Progrès, Le Dauphiné libéré et à l'international dans le journal espagnol La Verdad, à l'occasion de l'exposition "Los Cielos y la poesia" à Carthagène.
En juin 2025, la poésie de Parme Ceriset a reçu un prix international de créativité de la fondation littéraire et humaniste Naji Naaman.

### Publications
- Nuit sauvage et ardente, Paris, Editions du Cygne, Paris, 2024[19], 100 pages,  (ISBN 978-2-84924-763-1).
- Boire la lumière à la source, Paris, Editions du Cygne, 2023, 54 pages,  (ISBN 978-2-84924-727-3).
- Le Serment de l'espoir - Que la vie souffle encore demain, France, Paris, Editions L'Harmattan, 2021, 248 pages,  (ISBN 978-2-343-22303-2).
- N'oublie jamais la saveur de l'aube, France, 2019, 368 pages,  (ISBN 9782322090921).
- L'Amazone Terre, France, éditions Stellamaris, 2021, 116 pages,  (ISBN 978-2368687291)[36].
- Femme d'eau et d'étoiles, Belgique, éditions Bleu d'encre, 2021, 148 pages,  (ISBN 978-2-930725-41-3)[37].
- Le Souffle de l'âme sauvage - Libre comme louve, France, Paris, éditions Le Lys bleu, 104 pages,  (ISBN 979-1037720627).
- Toi de brume, France, Paris, éditions Le Lys bleu, 172 pages,  (ISBN 979-1037741660).
- Danse ardente, Belgique, Bruxelles, éditions Grenier Jane Tony, mai 2022, collection Les Chants de Jane, numéro 32 bimestriel périodique  (ISSN 0777401[à vérifier : ISSN invalide])[38].
- Au temps de l'éternité, France, 2022, 30 pages,  (ISBN 978-2322431540).
- Louve libre - La louve du val, 2022, 30 pages.
- Lumière sauvage - Aux sources d'éternité, éditions Les Impliqués, 2022, 102 pages.
- Boire la lumière à la source, Paris, éditions du Cygne, collection Le Chant du cygne, janvier 2023[18],  (ISBN 978-2-84924-727-3)
- Flambeaux de vie, Montréal, éditions Pierre Turcotte éditeur, collection Magma Poésie, avril 2023,  (ISBN 978-2-92521-966-8).

### Autres publications
- Anthologie Flammes Vives 2021, éditions Flammes Vives, Paris, 2021.
- Anthologie internationale de la poésie féminine contemporaine Voix de femmes 2021, éditions Plimay[39].
- Anthologie internationale des Mots de Paix et d'Espérance, éditions Oxybia, 2022[27].
- Anthologie internationale "Plus de cent frontières", éditions "Pourquoi viens-tu si tard ?", 2023.
- Anthologie internationale Voix des îles, éditions des îles, juillet 2021[11].
- Anthologie Marche, rêve et écris, éditions Jacques Flament, 2022.
- Revue Verso 189 d'Alain Wexler[29]
- Revue d'art Saraswati 16 créée par Silvaine Arabo.
- Revue Traction-brabant numéros 88, 90, 94, 96, 98, 100, de Patrice Maltaverne[40].
- Revue Cabaret 38 Les Italiennes d'Alain Crozier[40].
- Revue Traversées 98 de Patrice Breno[40].
- Revue Bleu d'encre 43 de Claude Donnay[41].
- Revue Francopolis.

## Prix et honneurs
- 2025 : Prix de créativité Naji Naaman 2025[9]
- 2025 : Second prix Jenny Alpha et Noël-Henri Villard de la Société des Poètes et Artistes de France pour Nuit sauvage et ardente (éditions du Cygne)[10]
- 2023 : Prix Jacques Viesvil 2023 pour Boire la lumière à la source (éditions du Cygne)[8]
- 2021 : Prix Marceline Desbordes-Valmore[42] pour Femme d'eau et d'étoiles (éditions Bleu d'encre)[43](éditions du Cygne)